# 바그라티오놉스크

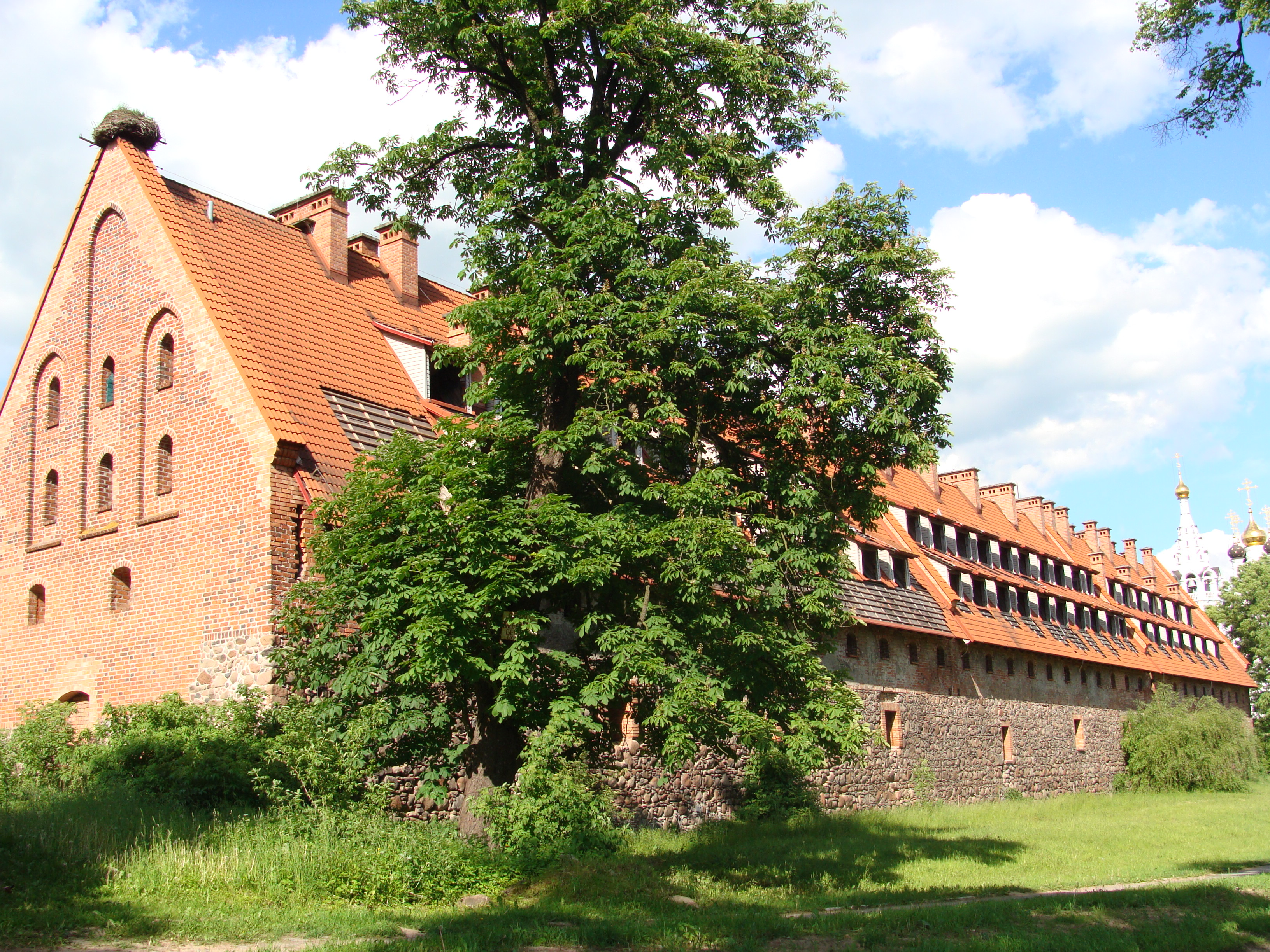
바그라티오놉스크에 위치한 프로이시슈아일라우 성 유적

바그라티오놉스크(러시아어: Багратионовск, 독일어: Preußisch Eylau 프로이시슈아일라우[*] (1946년 이전), 리투아니아어: Yluva/Prūsų Ylava, 폴란드어: Pruska Iława/Iławka 프루스카 이와바/이와프카[*])는 칼리닌그라드주 남부에 위치한 도시이다. 칼리닌그라드에서 남쪽으로 37km지점에 위치해 있다. 인구는 6,400명(2010년) 정도이다.
1325년에 요새로 지어졌다. 1945년까지는 독일 동프로이센의 도시 프로이시슈아일라우(Preußisch Eylau)였으며, 1946년부터 이 도시는 표트르 바그라티온의 이름을 따서 '바그라티오놉스크'로 개칭되었다.

## 같이 보기
- 이와바 (독일명 Deutsch Eylau)